# Роксолани
Роксоланите (алански: ruxs alan - светъл алан, на латински: Roxolani, на гръцки: Ροξολάνοι, от иранското Raochshna - бял, светъл, сияещ) са сарматско племе от І-ІV век.
Около 50 г. населяват земите западно от р. Дон в степите на територията на днешна Украйна. Те са чести съюзници или противници на Боспорското царство.
От 1 век. живеят северно от р. Дунав. От 62 г. нападат многократно римската провинция Мизия, като през зимата 69 г. навлизат в Империята с 9000 бойци и унищожават римски легион. По време на дакийските войни на Траян роксоланите са в съюз с даките.
Според държавния римски документ Notitia Dignitatum след 3 век роксоланите и други сармати са разселени из цялата Римска империя. Назовават се 18 сарматски селища, разположени в Галия и Италия. Като федерати роксоланите изпращат тежка конница от катафракти за военна служба в римските войски. Много сармати получават римско гражданство. По-късно се съюзяват с хуните и постепенно се интегрират в появилите се след разпадането на Римската империя раннофеодални държави.
Топография и хронология на разселването на аланите